# 사제락

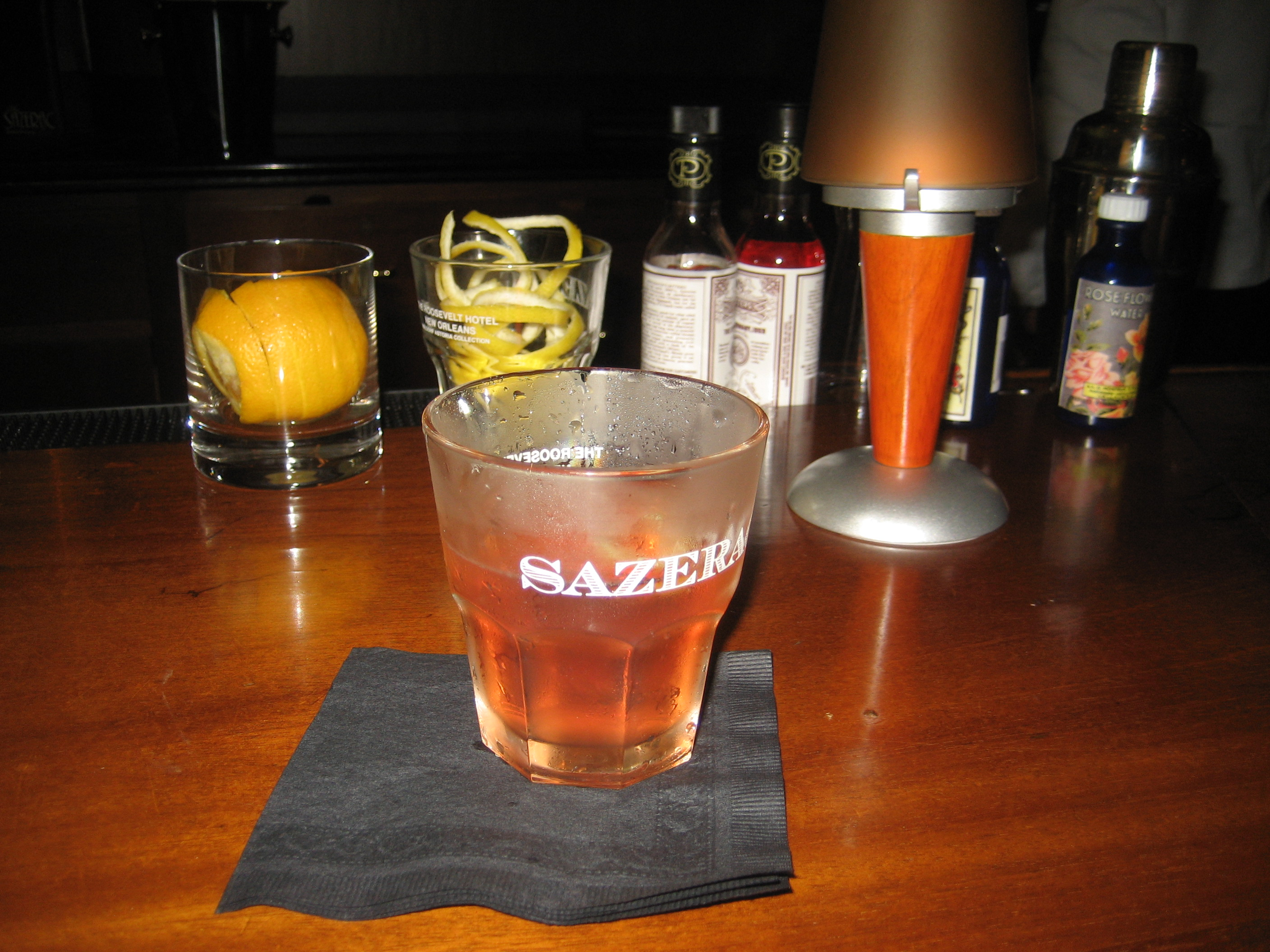

사제락(Sazerac)은 원래 뉴올리언스 기원의 코냑 또는 위스키 칵테일의 현지 변형으로, 원래 주성분으로 사용되었던 코냑 브랜디의 "Sazerac de Forge et Fils" 브랜드의 이름을 따서 명명되었다. 이 음료는 가장 전통적으로 코냑이나 호밀 위스키, 압생트, 페이쇼 비터즈(Peychaud's Bitters), 설탕을 혼합한 것이다. 하지만 때로는 호밀을 버번 위스키로 대체하고 압생트를 허브생트(Herbsaint)로 대체하기도 한다. 어떤 사람들은 그것이 뉴올리언스 전의 기원을 가진 가장 오래된 것으로 알려진 미국 칵테일이라고 주장하지만, 음료 역사가 데이비드 우드리치는 이에 대해 이의를 제기하는 사람들 중 하나이며, 미국에서는 증류주, 쓴맛 및 설탕의 혼합물을 설명하기 위해 칵테일이라는 단어를 사용하는 출판물이 있다. 19세기 초까지 추적할 수 있다.

## 같이 보기
- 올드 패션드